# Wanderfisch

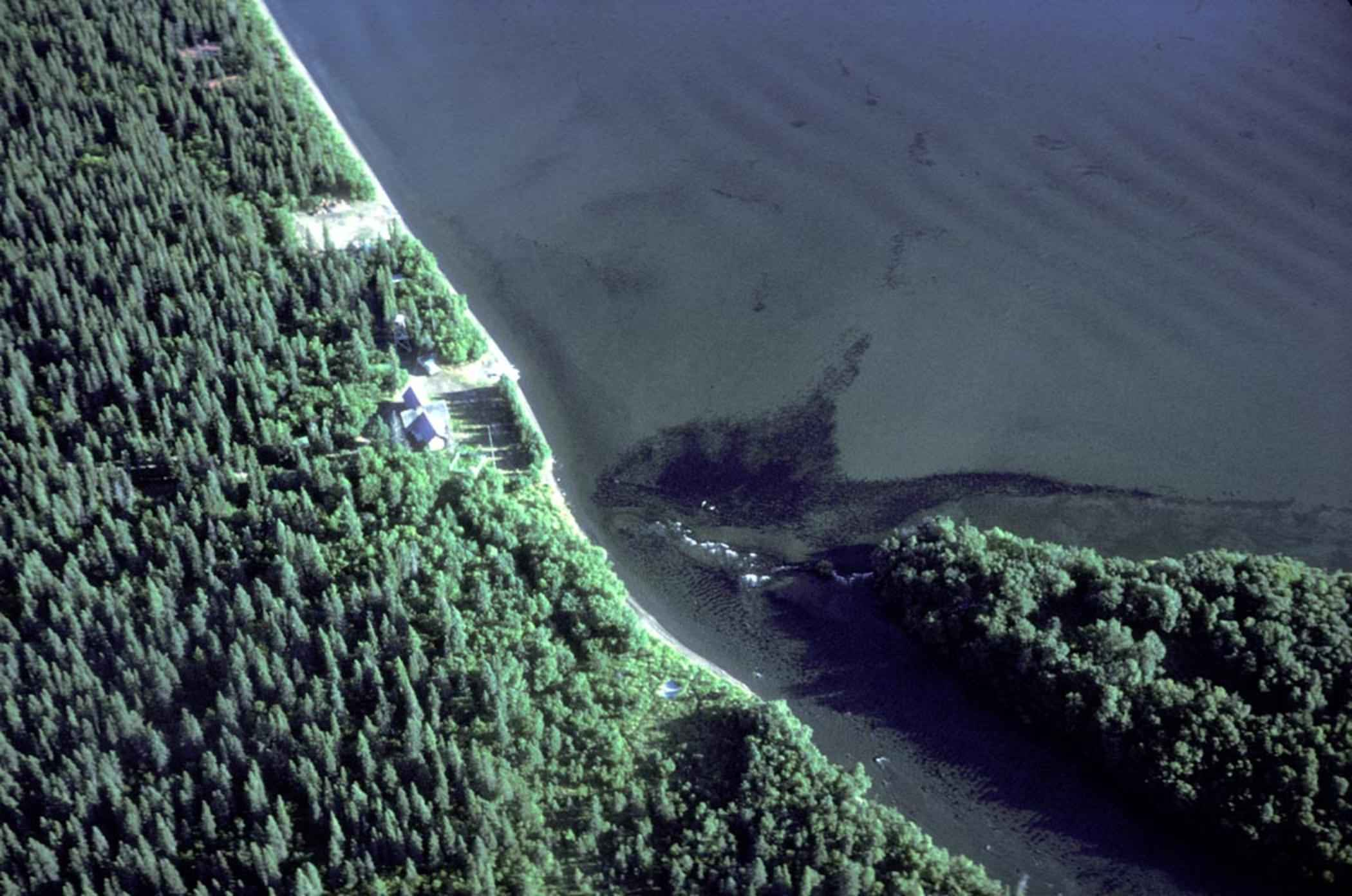
Lachswanderung (Anadrome Fische)

Wanderfische sind Fische, die zum Laichen ihr Habitat wechseln. Fische, die ihr Leben lang im selben Habitat bleiben, werden als stationär bezeichnet.
Die Fischwanderung dient den Tieren vor allem dazu, Nahrung oder geeignete Brutplätze zu finden. Dabei folgen viele Fische beispielsweise jahreszeitlich auftretenden Planktonwolken durch die Meere. Die Wanderungen zu den Laichgewässern können durch die unterschiedlichen Bedürfnisse der Jungfische und der erwachsenen Tiere begründet werden.
Wanderfische werden eingeteilt in:
- diadrome  Arten (griech. διά diá „durch“ und δρομάς dromás „laufend“) als Oberbegriff für Arten, die zwischen Süß- und Salzwasser wechseln. Darunter fallen 
  - anadrome Wanderfische (griech. ἀνά aná „hinauf“), zum Beispiel der Lachs, der vom Meer kommend den Fluss hinaufschwimmt, um zu laichen
  - katadrome Wanderfische (griech. κατά katá „hinunter“), zum Beispiel der Aal, der flussabwärts ins Meer schwimmt, um dort zu laichen
  - amphidrome Wanderfische (griech. ἀμφί amphi „auf beiden Seiten“), die regelmäßig zwischen Meer und Süßwasser oder umgekehrt wandern, ohne dass diese Wanderungen der Fortpflanzung dienen
- potamodrome Arten (griech. ποταμός potamós „Fluss“), die nur in Süßgewässern wandern.

## Anadrome Fische
Die meisten Meeresfische verbleiben zur Laichablage in den Meeresregionen, in denen sie leben, oder sie wandern in andere Meereszonen. Einige Arten wandern jedoch aus dem Meer in die Süßgewässer und legen dort an geeigneten Laichplätzen ihre Eier. Diese Fische wandern bereits als Jungfische ins Meer zurück und profitieren von den reicheren Nahrungsquellen. Die Eiablage kann allerdings nicht im Meer erfolgen, da die Eier und die Jungfische andere ökologische Ansprüche haben (Geröllbett, Süßwasser, Nahrung).
Die u. a. in Deutschland vorkommenden Meerforellen (Salmo trutta trutta) und die Lachse wandern dabei genau in jene Gewässer zurück, in denen sie selbst zur Welt gekommen sind. Dabei folgen sie ihrem Geruchssinn und ihrem Gedächtnis an den Geruch der Heimatgewässer. Diese Reise machen viele Arten jedoch nur einmal im Leben. Bei der Ankunft an den Laichplätzen sind sie meist vollkommen entkräftet und haben etwa 40 % ihres Körpergewichts verloren. Im Gegensatz zu den semelparen Pazifischen Lachsen (Oncorhynchus spp.) überlebt jedoch von den Europäischen Lachsen (Salmo salar) ein geringer Teil die Laichwanderung, von den Meerforellen der Großteil, sie sind mithin streng genommen iteropar.

## Katadrome Fische
Während Lachse und Meerforellen den Hauptteil ihres Lebens im Meerwasser verbringen und zum Laichen die Flüsse aufwärts ziehen, ist das bei den Aalen genau umgekehrt. Sie leben meist im Süßwasser und suchen oft tausende Kilometer von ihrem Heimatfluss entfernt liegende Laichplätze auf.
Dabei war die Wanderung der Aale jahrhundertelang ein Rätsel. Sie tauchten plötzlich als Jungaale an den Mündungen der Flüsse auf und schwammen in die Oberläufe, verblieben dort und kehrten dann als ausgewachsene Tiere zurück zum Meer. Über langjährige Studien mit Akustik- und Funksendern konnten die Europäischen Aale jedoch schließlich zu ihren Laichplätzen in der Sargassosee verfolgt werden. Hier laichen die Aale und verenden danach. Aus den Eiern schlüpfen blattförmige Larven, die sich mit der Strömung nach Osten treiben lassen und so die Küsten Europas erreichen und in die Flüsse eindringen. Amerikanische Aale laichen außer in der Sargassosee auch im Nordpazifik, die zahlreichen Aalarten Südostasiens im Indo-Pazifik.

## Amphidrome Fische
Arten, die regelmäßig zwischen Meer und Süßwasser wandern, werden als amphidrom bezeichnet, wenn diese Wanderungen nicht der Fortpflanzung dienen. Gründe für diese Wanderungen sind Nahrungserwerb oder Überwinterung. So wie der Bullenhai, der in Meerwasser sowie im Süßwasser Nahrung sucht und weit ins Landesinnere hinauf schwimmt und sogar schon in Süßwasserseen gesichtet wurde.